# بیل ماگریج

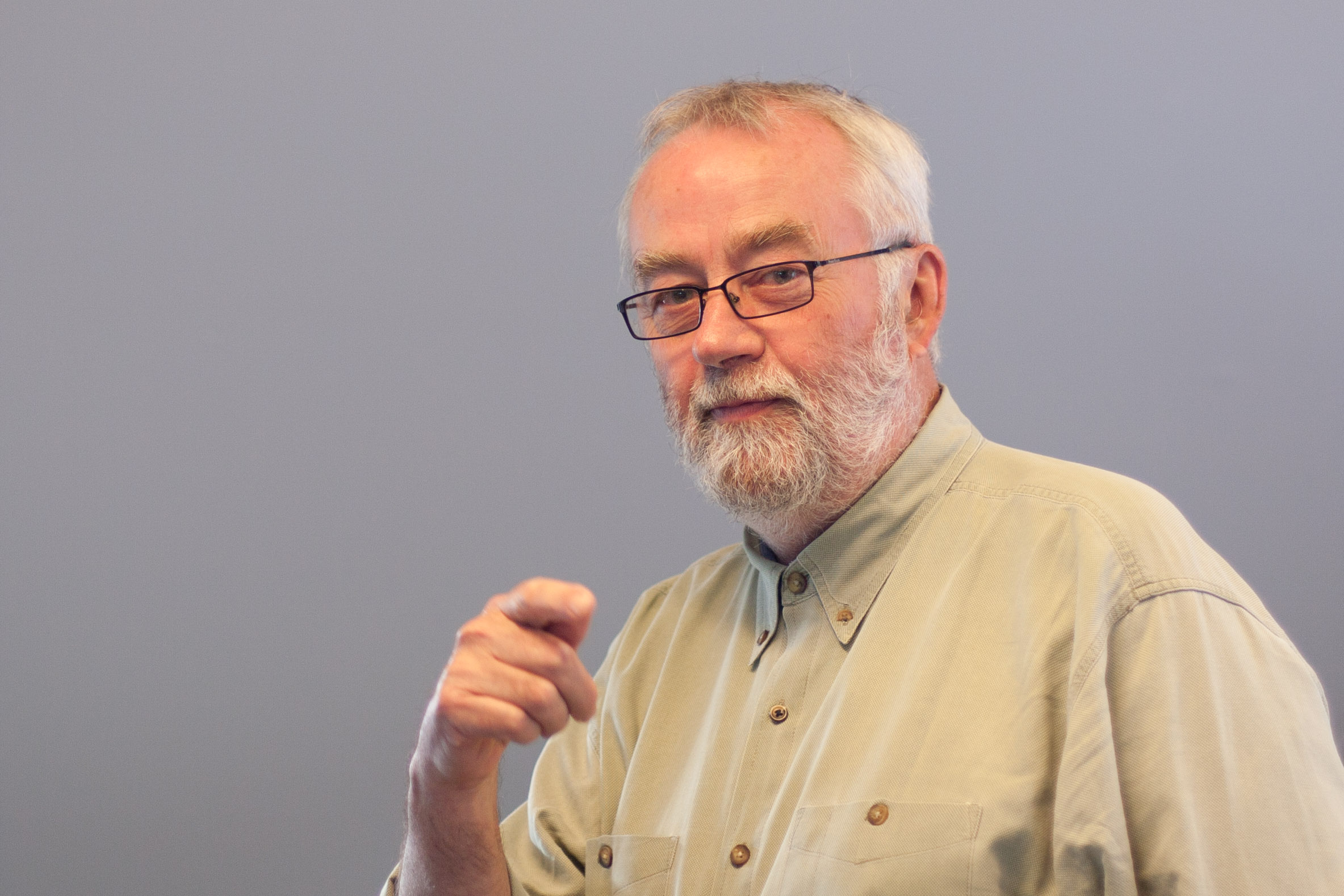
بیل ماگریج، ژوئن ۲۰۱۰.

ویلیام گرنت (بیل) ماگریج (به انگلیسی: Bill Moggridge) (۲۵ ژوئن ۱۹۴۳ - ۸ سپتامبر ۲۰۱۲) یک طراح نویسنده و مربی بریتانیایی بود که نخستین لپ‌تاپ را طراحی کرد.
او یکی از پیشروان طراحی انسان‌محور، یکی از ابداع‌کنندگان و مهم‌ترین حامی گرایش «طراحی تعاملی» بود.
بیل ماگریج از سه مؤسس شرکت طراحی آیدیو IDEO بود. وی مدیر شرکت کوپر هیوویت و موزه ملی طراحی در نیویورک نیز بود.
مهمترین طراحی او اولین لپ‌تاپ دنیاست که در سال ۱۹۸۲ برای شرکت گرید GRID طراحی کرده‌است.
کتاب معروف وی «طراحی تعاملات» که در سال ۲۰۰۶ پس از ۲۴ سال از تولید اولین لپ‌تاپ چاپ شده‌است نمونه‌های جامعی از طراحی محصول فیزیکی، نرم‌افزار، واسط کاربری و حتی طراحی خدمات را به عنوان نمونه‌های «طراحی تعامل» ارائه می‌کنند. بیل ماگریج روز ۱۸ شهریور (۸ سپتامبر ۲۰۱۲) به دلیل سرطان در سانفرانسیسکو درگذشت.